# 埃及棘口吸虫
埃及棘口吸虫（学名：Echinostoma aegyptica）为棘口科棘口属的动物。分布于日本、法国、埃及以及中国大陆的福建等地，营寄生生活，宿主云豹（福建）、黑家鼠（埃及）、小白鼠（日本）以及寄生于肠。

## 外部連結
- 寄生蟲學-Nematoda(線蟲)-Echinostoma spp.(棘口吸蟲)（页面存档备份，存于）